# Paul Bekaert
Paul Bekaert [pɔ́lβɛ́kart] (Kortrijk, 9 de desembre de 1948) és un advocat belga amb una reputació internacional en matèria de drets humans, lliuraments i sol·licituds d'asil.

## Biografia
Bekaert va completar l'escola secundària llatí i grec a l'institut Sint-Jozef-College a Tielt (1961-1967) i va obtenir el títol d'advocat a la KU Leuven de Lovaina el 1974. També va adquirir el certificat d'educació especial Procediment d'Apel·lació en el Criminal.
Després d'una pràctica professional, es va fer advocat a la barra de Bruges el 1974 i es va instal·lar a la ciutat de Tielt. Va donar el pregó d'obertura de l'any judicial 1978-1979. De setembre de 2007 a agost de 2009 va ser president del Col·legi d'advocats de Bruges. També va ser membre de la Junta de l'Associació de la Barra de Bruges i de l'Assemblea General de la Barra flamenca.
És membre de l'assemblea general de la Lliga dels Drets Humans.
Als anys 70, com a observador, va viatjar repetidament a Irlanda i al País Basc, on va conèixer la situació de l'IRA paramilitar i ETA. Sovint va fer tasques d'observació a Palestina i Israel.
| «                                  | La fiscalia de Bèlgica pateix de la manera d'Espanya d'abusar de l'ordre de detenció europea amb fins polítiques. Així fent, Espanya enverina un bon procediment i es posa en el grup de Hongria, Romania i Polònia. | » |
| — Paul Bekaert, De Standaard, 2018 | |   |

## Carrera professional
Bekaert va adquirir la fama internacional com a defensor dels drets humans, més concretament dels estrangers residents a Bèlgica que es van enfrontar amb una ordre d'extradició o que van sol·licitar asil a Bèlgica. Va ser l'advocat dels separatistes bascos, kurds i txetxens.
El 1993 va defensar a Luis Moreno i Raquel García, casats amb acusats d'ETA, que havien estat afectats per una sol·licitud d'extradició espanyola. Podria protegir-se d'això, després de la qual cosa la parella va obtenir asil polític, així com la nacionalitat belga. Aquestes resolucions legals a Bèlgica van causar un incident diplomàtic amb Espanya. El 2000 va defensar Fehriye Erdal, una militant del moviment turc d'extrema esquerra DHKP-C, registrat per la Unió Europea com una organització terrorista. Després de la condemna de fins a 4 anys de presó per part de la cort de Bruges per diversos delictes polítics. Abans que pogués ser arrestadaa desaparèixer sense cap traça fins avui, tot i que va rebre un càstig mínim en apel·lació. El 2013 va evitar amb èxit la sol·licitud d'extradició d'Espanya a Natividad Jáuregui, un partidari convicte d'ETA, que havia viscut a Bèlgica durant 32 anys com a refugiada. El 2020 al darrere recurs davant la Cort de cassació belga va perdre i la justícia belga va decretar l'extradició.
El 2017 va esdevenir l'assessor del president català, Carles Puigdemont, en exili a Bèlgica. Pel que fa a l'ordre internacional de detenció, va obtenir que Puigdemont continués en llibertat temporal. Es va preparar per a defensar el seu client contra l'extradició a Espanya, però, sorprenentment, Espanya va retirar la sol·licitud d'extradició europea abans de la decisió del tribunal belga. La premsa espanyola insisteix en les seves causes de defensa de membres d'ETA, mentrestant la premsa catalana més aviat en la seva tasca de defensa dels drets humans.
Ha publicat en revistes jurídiques entre d'altres sobre l'ordre de detenció europea «L'ordre de detenció europea és un bricolatge desordenat», el buit jurídic en el qual es troba Palestina com a estat sense país, i la poesia considerada com acte criminal.